# Прокопцов, Владимир Иванович
Владимир Иванович Прокопцов (бел. Уладзі́мір Іва́навіч Пракапцо́ў; род. 8 августа 1953, Жгуно-Буда, Гомельская область) — генеральный директор Национального художественного музея Республики Беларусь с 1998 по 2023 год, член комиссии Республики Беларусь по делам ЮНЕСКО, Белорусского комитета ICOM, Российской академии художеств; кандидат искусствоведения, художник и Заслуженный деятель искусств Республики Беларусь (2013).

## Биография

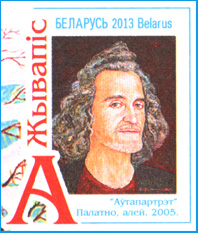
«Автопортрет». Холст, масло, 2005 г. Почтовая марка Беларуси.

В. И. Прокопцов родился 8 августа 1953 года в Жгуно-Буда Добрушского района Гомельской области.
Выпускник художественно-графического факультета Витебского государственного педагогического института имени С. М. Кирова (1975) (ныне Витебский государственный университет имени П. М. Машерова). Позже окончил аспирантуру при Институте искусствоведения этнографии и фольклора Академии наук БССР. Кандидат искусствоведения с 1984 года.
Автор и куратор многочисленных музейных выставочных и издательских проектов, научных каталогов, книг и статей по изобразительному искусству.
Владимир Прокопцов является членом Белорусского союза художников, Белорусского союза литературно-художественных критиков, почетным членом Российской академии художеств, членом Белорусского комитета ІСОМ и ICOMOS, членом Национальной комиссии Республики Беларусь по делам ЮНЕСКО, членом Подкомитета по присуждению Государственных премий Республики Беларусь в области литературы, искусства и архитектуры, председателем Совета директоров республиканских и областных музеев, председателем конфедерации творческих союзов Республики Беларусь.

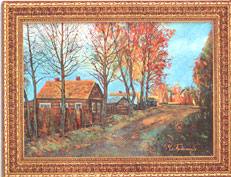
«Родительский дом». Холст, масло, 2011 г.

13 октября 2008 года в Добруше была открыта художественная галерея Владимира Ивановича Прокопцова — филиал Добрушского районного краеведческого музея. Передал большую серию собственных работ музею.
С 1998 по 2023 год был директором Национального художественного музея Республики Беларусь. Под его руководством в 2010 году была проведена реставрация и музеефикация Мирского замка, в 2018 году проведён ремонт здания и открыта новая постоянная экспозиция Музея Витольда Бялыницкого-Бирули в Могилёве.

## Награды и премии
- Медаль Франциска Скорины (18 марта 2008 года) — за высокие достижения в производственной и социально-культурной сферах, значительный личный вклад в решение задач экономического развития, заслуги в укреплении обороноспособности страны[2].
- Орден Дружбы (1 июля 2005 года, Россия) — за большой вклад в развитие и укрепление российско-белорусского культурного сотрудничества[3].
- Медаль Пушкина (4 декабря 2007 года, Россия) — за большой вклад в распространение, изучение русского языка и сохранение культурного наследия, сближение и взаимообогащение культур наций и народностей[4].
- Заслуженный деятель искусств Республики Беларусь (4 февраля 2013 года) — за многолетний плодотворный труд, образцовое исполнение служебных обязанностей, значительный личный вклад в достижение высоких производственных показателей в сельском хозяйстве, заслуги в развитии строительной отрасли, сферы технической инвентаризации объектов недвижимого имущества, белорусской журналистики и отечественной литературы, системы образования и культуры[5].
- Почётная грамота Национального собрания Республики Беларусь (2 июля 2003 года) — за заслуги в развитии национальной культуры и значительный вклад в реализацию социальной политики Республики Беларусь[6].
- Почётная грамота Национального собрания Республики Беларусь (22 января 2016 года) — за большой вклад в реализацию социальной политики Республики Беларусь и развитие научно-исследовательской деятельности в области изобразительного искусства и музейного дела[7].
- Лауреат (в составе коллектива) специальной премии Президента Республики Беларусь деятелям культуры и искусства в номинации «Музейное дело» (2007)
- Орден Святителя Кирилла Туровского I степени (2008, Белорусская православная церковь)[8].
- Орден Святого равноапостольного великого князя Владимира III степени (2003, РПЦ)[8].
- Орден Преподобного Сергия Радонежского III степени (2008, РПЦ)[8].
- Почётный гражданин города Добруш (2008, За значительный личный вклад в пополнение экспозиции Добрушского районного краеведческого музея авторскими произведениями искусства и популяризацию творчества белорусских художников)[9].
- Почётный гражданин Лепельского района Витебской области (2012)[10].
- Признан лучшим руководителем музея в Республике Беларусь (2012, в рамках Первого национального форума «Музеи Беларуси» в Гродно)[11].
- Специальный диплом Союза русских художников Новое время «За вклад в развитие современного реалистического искусства» (2010)[8].
- Специальный диплом Постоянного Комитета Союзного государства «За творческое воплощение идей дружбы народов Беларуси и России» (2017)[8].

## Семья
- Супруга Вера (дочь художника П. В. Масленикова) — доктор искусствоведения, профессор, заведующий кафедрой белорусской и мировой художественной культуры Белорусского государственного университета культуры и искусств
- Дети — сыновья Антон и Павел